# Église Saint-Vaast de Loos-en-Gohelle
Pour les articles homonymes, voir Église Saint-Vaast.
L'église Saint-Vaast est une église catholique située à Loos-en-Gohelle, dans le Pas-de-Calais, en France. Reconstruite après la Première Guerre mondiale, elle est connue pour sa toiture dont la partie sud est couverte de panneaux solaires, dans une commune qui redouble d'efforts pour effectuer sa transition écologique.

## Historique
L'église Saint-Vaast est reconstruite en 1925, à l'issue de la Première Guerre mondiale où elle a été entièrement détruite.
Dans les années 2000, la toiture est en mauvais état, et des ardoises s'envolent. Des panneaux solaires sont installés sur la toiture à l'occasion de sa rénovation en 2013, et ce sont 32 000 kW qui sont produits chaque année. Elle est une des premières églises équipées de panneaux solaires en France, et la première des Hauts-de-France. Les panneaux couvrent une surface de 234 m2 et l'installation, avec les aides cumulées, a coûté moins cher qu'un remplacement des ardoises.
La vente de l'électricité à Enercoop rapporte 5 000 € par an à la commune

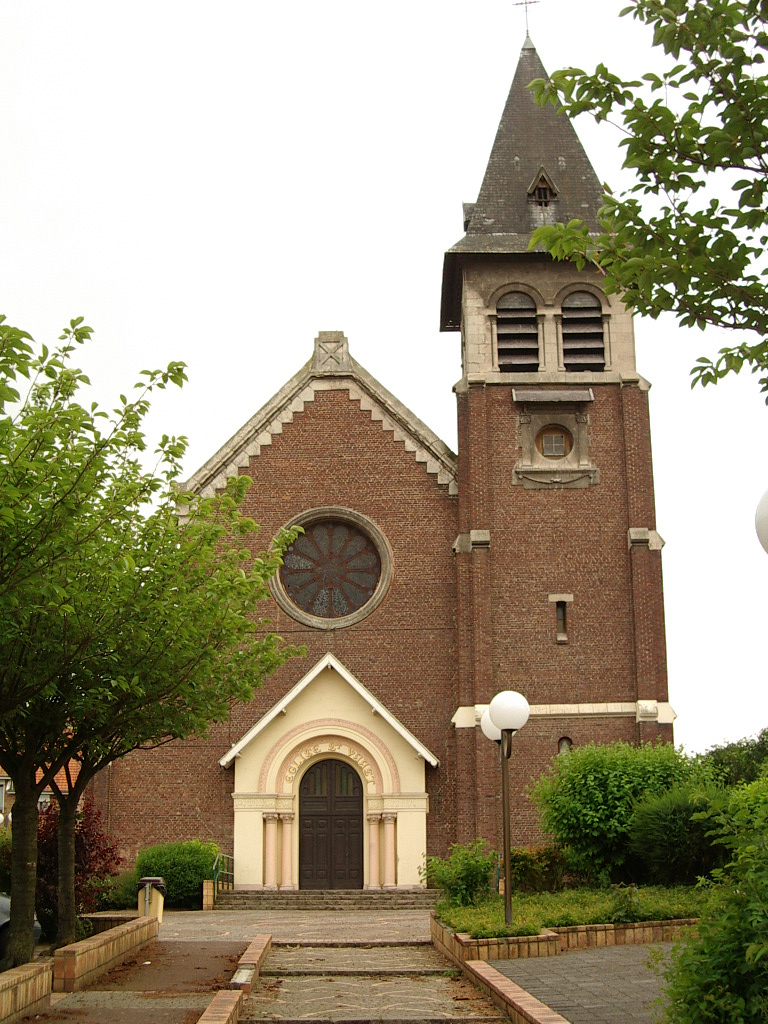
L'église en mai 2008, avant sa rénovation.
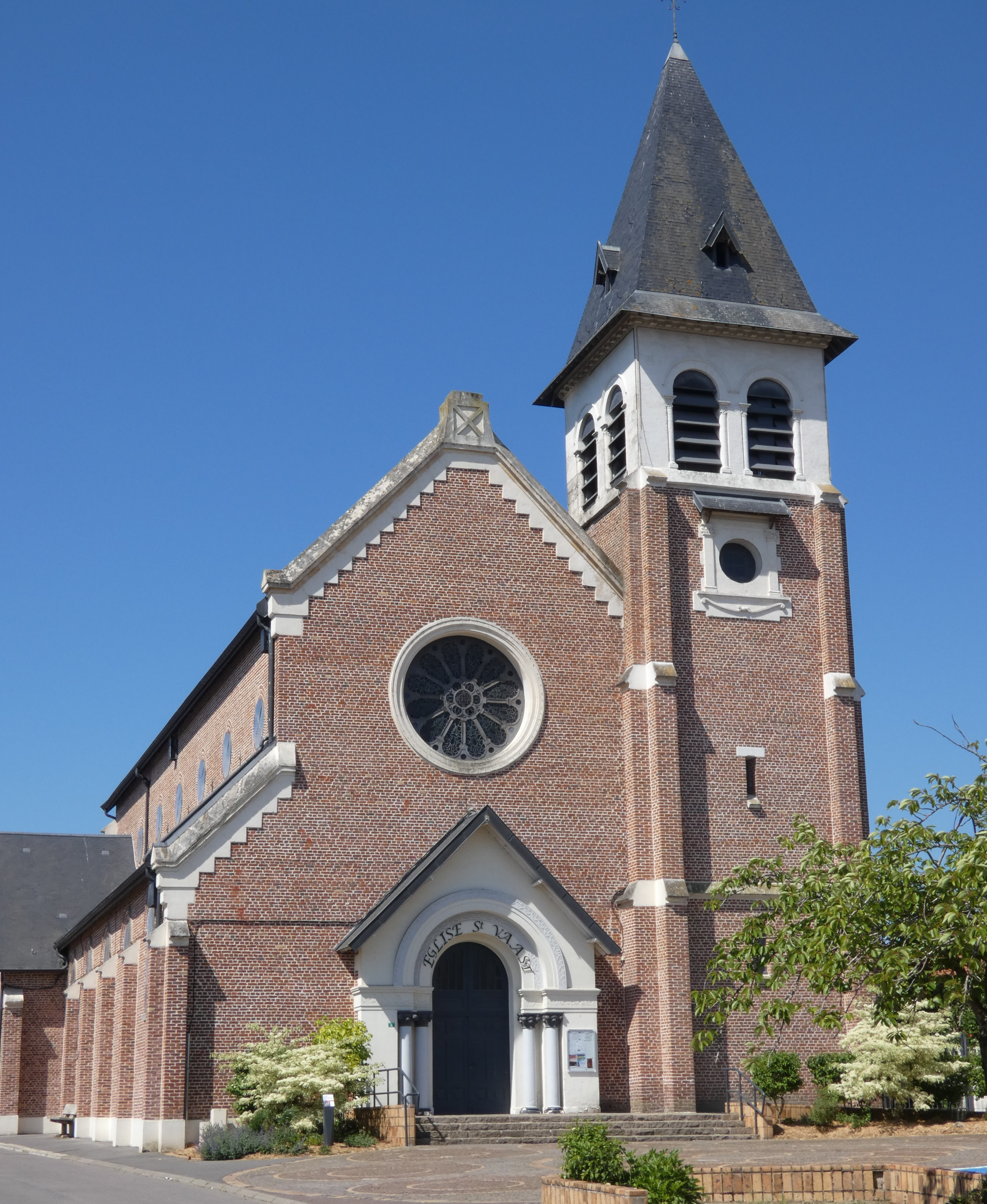
L'église en mai 2025.
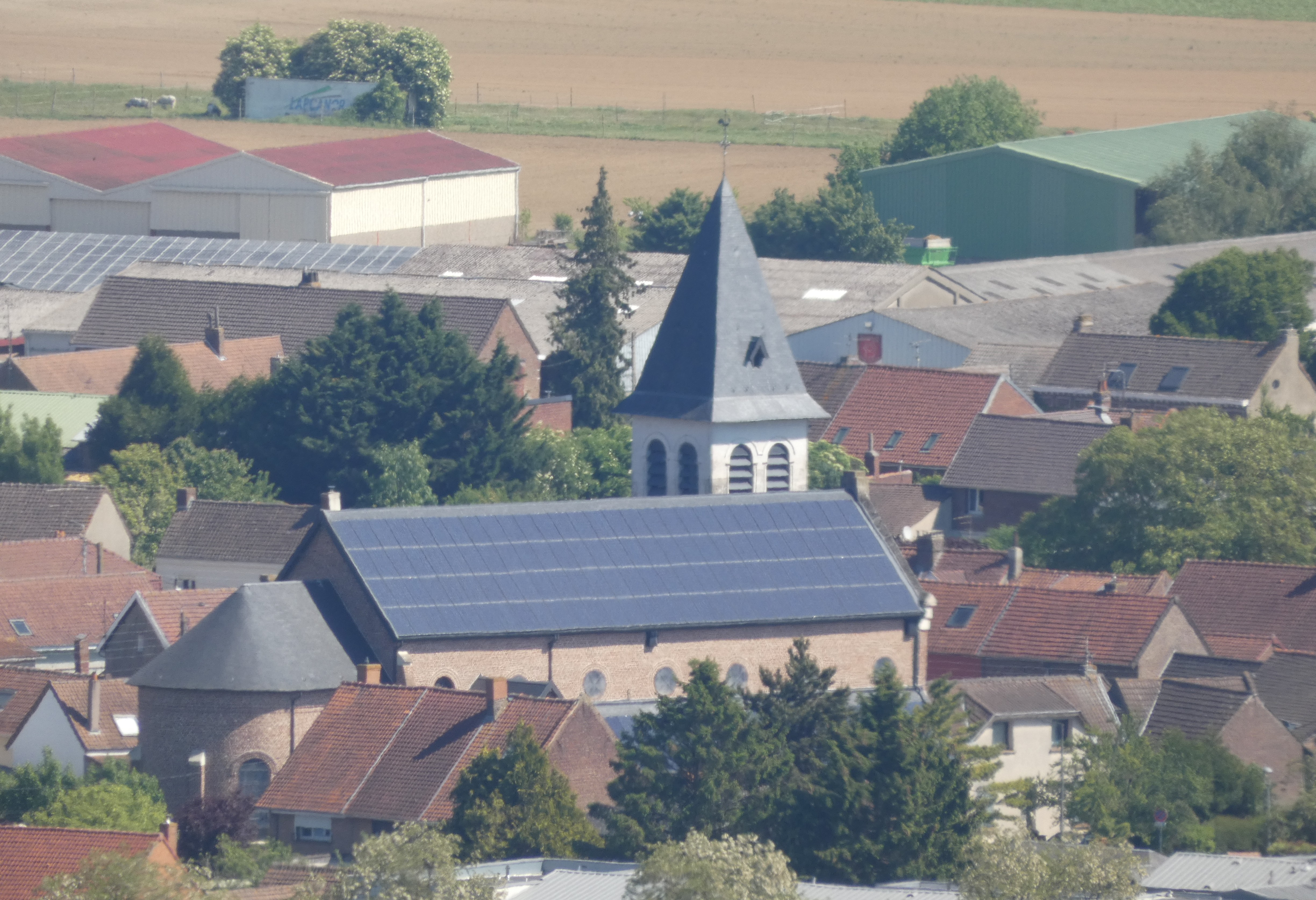
L'église vue depuis le terril no 74A, 11 - 19 de Lens Ouest.
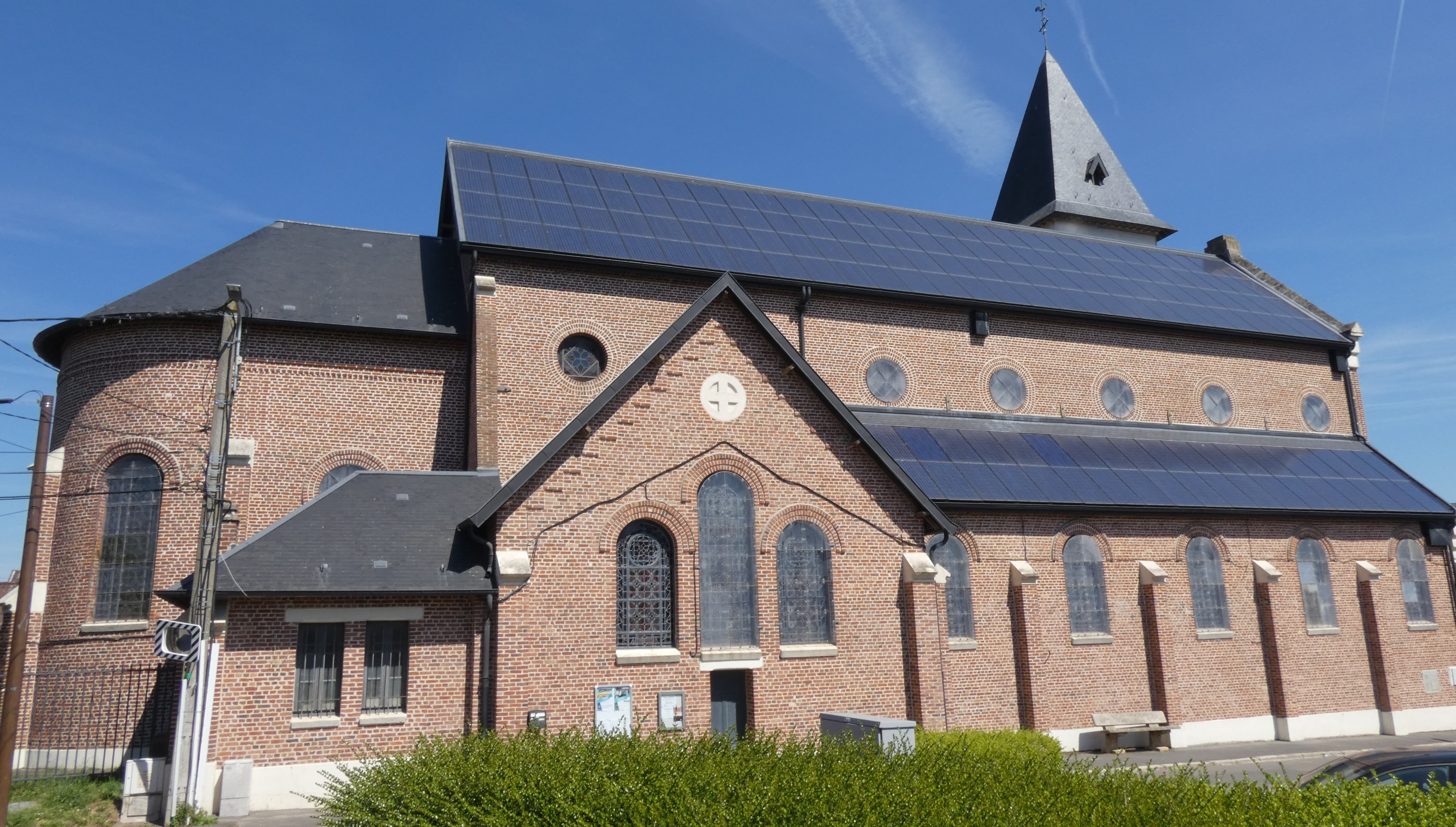
Vue latérale de l'église.
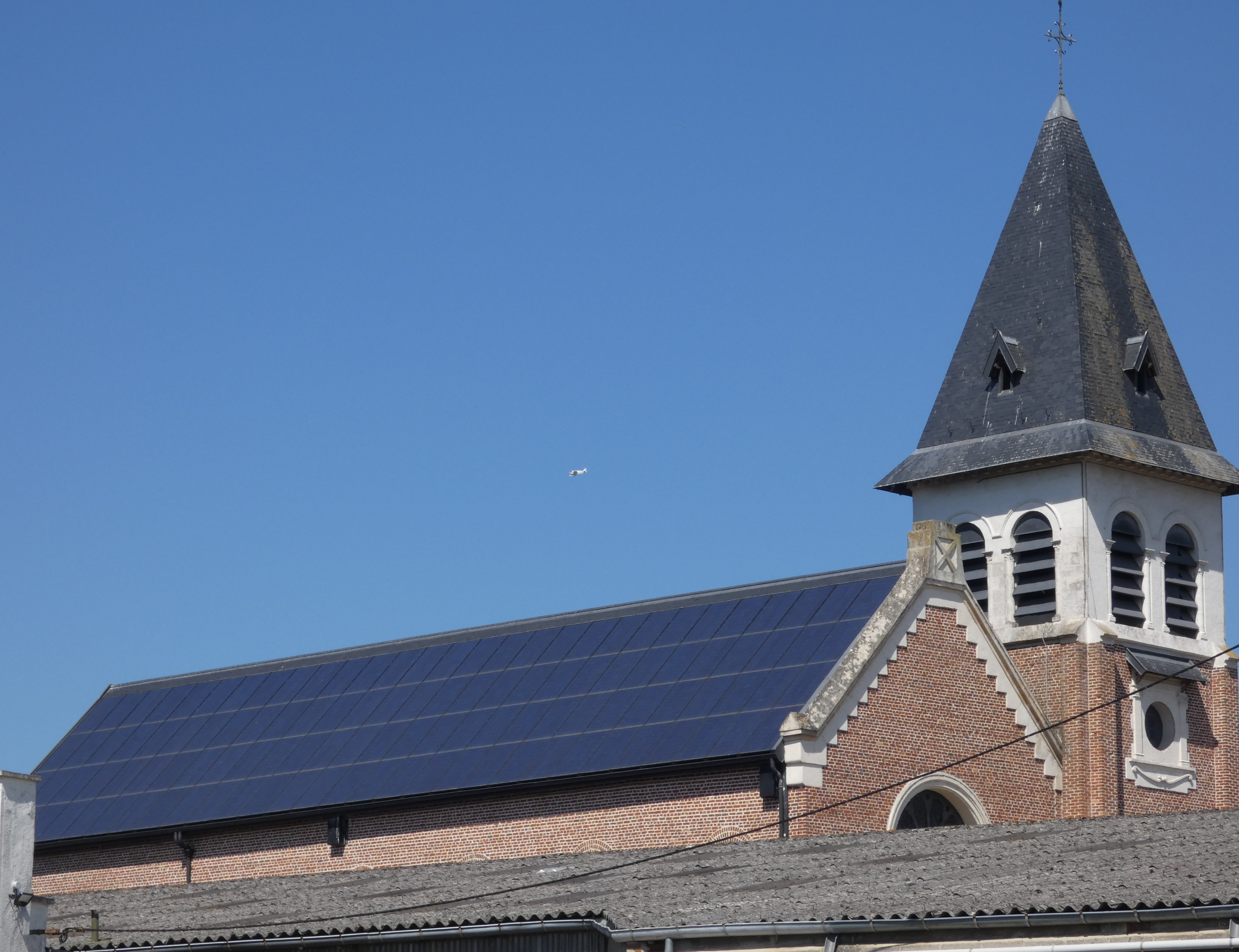
La toiture de l'église.